# Sardegna (rivista)
(Francesco Carbini, prefazione al primo numero della rivista pubblicato nel marzo del 1945)
Sardegna. (sottotitolo:  Rivista di studi regionali) è stata una rivista annuale fondata a Roma nel 1945 da Francesco Carbini, Giuseppe Sotgiu, Mario Berlinguer e Remo Branca. 
Gli argomenti trattati nella rivista erano vari, riferiti in genere alla Sardegna: politica, letteratura, storia, arte.
In ogni pubblicazione erano presenti diverse xilografie degli artisti Remo Branca, Stanis Dessy e Mario Delitala

## Collaboratori
- Meuccio Ruini
- Edoardo Fenu
- Giovanni Persico
- Giosuè Muzzu
- Maria Cutri
- Antonio Paglietti
- Antonio Satta-Minutili
- Antonino Mura Ena
- Peppina Dore
- Bastià Pirisi
- Francesco Chieffi
- Remo Branca
- Stanis Dessy
- Mario Delitala